# Matthias Zink
Matthias Zink, auch Zinckh (* 12. oder 13. Februar 1665 in Donaumünster bei Donauwörth; † 2. November 1738 in Eichstätt), war ein Maler der Barockzeit vornehmlich im Hochstift Eichstätt.

## Leben
Matthias Zink wurde als Sohn des Bauern Andreas Zink und seiner Ehefrau Maria geboren. Wohl auf seiner Wanderschaft als Malergeselle gelangte er in die fürstbischöfliche Residenzstadt Eichstätt, wo er offenbar seine Meisterprüfung machte. Am 17. Januar 1691 heiratete er hier Anna Maria, Tochter des Eichstätter Bürgers und Wagners Georg Hofmann. Zink ist nicht als Eichstätter Bürger, sondern nur als „Inwohner“ nachweisbar; er wohnte wohl bei seinem Schwiegervater und weilte wegen seiner Arbeit oft auswärts. Der Ehe entsprossen zwei Kinder: am 16. Mai 1694 Johann Michael, der ebenfalls Maler wurde, ab 1716 in Neresheim und Umgebung arbeitete, 1753 heiratete und 1765 in Neresheim starb, sowie 1697 Maria Viktoria († 1738). Zwei Jahre nach dem Tod von Matthias Zink starb seine Gattin am 19. Februar 1740 in Eichstätt.

## Werke
Matthias Zink war vor allem im Hochstift Eichstätt als Maler von Altarbildern, Antependien und von Deckenfresken, hin und wieder auch als Fassmaler tätig. Man zählt ihn zu den beachtenswerten, aber nicht zu den überragenden Barockkünstlern; so bewerten Kunsthistoriker seine Fresken in Plankstetten als „mittlere Arbeiten“ (Hofmann/Mader, S. 133). Es sind circa 40 Werke aus seiner Hand bekannt bzw. werden ihm zugeschrieben:
- Altarblatt und Fassung des Choraltares der Pfarrkirche zu Kösingen bei Neresheim (1688/89; 1720 beseitigt)
- Gemälde des Abendmahls in der ehem. Domkapiteltrinkstube Eichstätt (Ende 17. Jahrhundert)
- Ehem. katholische St. Ägidienkirche (heute evang.-luth. Apostelkirche) in Konstein bei Wellheim, Deckengemälde der Maria Immaculata und vier Medaillons als Ölmalereien; an der Emporenbrüstung die zwölf Apostel (um 1700; Deckengemälde seit 1961/62 nicht mehr existent)
- Fassung der Seitenaltäre der Heilig-Geist-Spitalkirche in Eichstätt (um 1703; zusammen mit Lorenz Koch; mit ihm auch Vergoldung des Hochaltars)
- Beteiligung an den Deckengemälden der Pfarr- und Klosterkirche Sankt Walburg in Eichstätt (1706; Zuweisung fraglich)
- Malerarbeiten (Altarblätter?) in Aurach bei Ornbau (1702/03)
- Deckengemälde in der Kirche von Pfalzpaint (1707; Zuweisung)
- Deckenfresken der Wallfahrtskirche Altendorf im Gailachtal, bei Mörnsheim, im Mittelbild Mariä Himmelfahrt (um 1710; Zuweisung)
- Altarblätter der drei Altäre der Kath. Pfarrkirche St. Andreas in Kaldorf bei Titting (1709/10)
- Altarbilder der beiden Seitenaltäre der Stadtpfarrkirche St. Emmeram Wemding (1713)
- Hochaltarbild „Taufe Christi“ und Seitenaltarbilder der Kirche in Biesenhard (um 1715; ältere Zuweisung durch Felix Mader; neuere Zuweisung an Lorenz Koch)
- Fresken des (durch die Säkularisation profanierten) Oratoriums der Bürgerkongregation „Maria vom Siege“ südlich des Ingolstädter Münsters (um 1717)
- Altarblätter in der Pfarrkirche St. Johannes Baptista in Neumarkt (frühes 18. Jahrhundert; heute an der Westwand der Kirche)
- Mehrere Fresken an der Decke des Fest- oder Theatersaals der Abtei Neresheim (1719/20; wohl zusammen mit Sohn Johann Michael)
- Sämtliche fünf Deckengemälde in der evangelischen Schlosskirche St. Michael der Fürsten zu Oettingen-Oettingen auf Schloss Harburg (1720; 1952 restauriert)
- Hochaltargemälde in der Kirche von Petersbuch bei Titting (1720)
- Altarblatt des Altars der Borgias-Kapelle über der Sakristei der Eichstätter Schutzengelkirche (1720/30)
- Drei Deckengemälde zum Leben Mariens in der Pfarrkirche von Hitzhofen (1722; Zuweisung)
- Deckengemälde in der Spital- und Pfarrkirche Heilig-Geist in Neuburg an der Donau (1723/26)
- Deckengemälde zum Leben des hl. Jakobus in der Kath. Pfarrkirche Greding (1725/28; 1875 beseitigt oder übermalt)
- Gemälde über dem Scheitel der Arkaden und an der Decke der Abteikirche Plankstetten (1727; fälschlich Michael Zink zugeschrieben)
- Apostelkreuze in der Kirche von Pfalzpaint (1728)
- Ölberg-Gemälde im Vorzeichen der Kirche von Landershofen bei Eichstätt (1728)
- Zwei Altarblätter der Hochaltares, Aufzugblätter und Fassung der beiden Seitenaltäre in der Kirche von Kraftsbuch (1728)
- Altar-Antependium für die Pfarrkirche Eitensheim (1730)
- Beidseitig verwendbares Altar-Antependium für die Pfarrkirche von Mörnsheim (1731)
- Deckengemälde im Chor in der kath. Pfarrkirche in Hilpoltstein, (1732; stark restauriert)
- Altarblätter der Seitenaltäre in der Pfarrkirche Emsing (1735; Zuweisung)